# Blainvillea dubia
Blainvillea dubia là một loài thực vật có hoa trong họ Cúc. Loài này được Specht mô tả khoa học đầu tiên năm 1958.